# Demophil
Das griechische Fremdwort demophil bedeutet ‚das Volk liebend‘ und steht im Gegensatz zu demophob ‚das Volk hassend, verachtend, fliehend‘.
Historisch begegnet der Begriff unter anderem in folgenden Ableitungen oder Zusammenhängen:
- Als griechischer Personenname Demophilos (‚Volksfreund‘), auch lateinisch Demophilus, italienisch Demofilo, spanisch Demófilo – der Name kann als Bekenntnisname republikanischer bzw. demokratischer Gesinnung angesehen werden.
- Les Démophiles: bedeutende französische Freimaurerloge
- L’Ami du Peuple, die Zeitung, die von Jean-Paul Marat während der französischen Revolution herausgegeben wurde
- Der Verein der Volksfreunde war eine radikale revolutionäre Vereinigung in Österreich, die im Frühjahr 1848 die sofortige Einsetzung eines verfassunggebenden Parlaments für das Land forderte (vgl. auch Anton Schütte)

In den Humanwissenschaften findet sich der Ausdruck konkret als:
- Demophilie: In der politischen Theorie die Herrschaft oder Einstellung eines dem Volk wohlgesinnten Autokraten, in der Publizistik auch Bezeichnung einer Art Populismus (gesuchte Nähe zur Volksmeinung bei gleichzeitiger Distanzierung von den Eliten).
- Demophilia-Topos: In der Forschung zur klassischen griechischen Literatur und Oratorik Bezeichnung einer Argumentationsstrategie gegen Volksverführer nach dem Muster: „X gibt vor, ein Freund des Volkes zu sein, verfolgt in Wahrheit aber ganz andere Interessen“ (siehe A. Scholtz, Concordia discors, Kapitel 3, „He Loves You, He Loves You Not: Demophilic Courtship in Arisrophanes' Knights“) – entspricht dem heutigen Begriff Populist

Siehe auch:
- Volksfreund – diverse Zeitschriften